# Bruno Godard
 (mars 2015).
Si vous disposez d'ouvrages ou d'articles de référence ou si vous connaissez des sites web de qualité traitant du thème abordé ici, merci de compléter l'article en donnant les références utiles à sa vérifiabilité et en les liant à la section « Notes et références ».
Pour les articles homonymes, voir Godard.
Bruno Godard (né le 1er avril 1970) est un journaliste français.

## Biographie
Il fut clavier/chanteur dans un groupe rock culte et éphémère fin des années 1980. Les "Charles le Bel" composé de Cédric/Keus/JF et Bruno.
Après une maîtrise de Droit privé obtenue à la faculté d'Assas (Paris), Bruno Godard décide de devenir journaliste. 
Il commence comme pigiste pour la presse magazine. En 1999, il participe à la création du site talentmanager.com dont il devient responsable éditorial. En 2001, il rejoint la presse papier et fonde le magazine de football Grand Stade dont il est rédacteur en chef jusqu'en 2003. 
Il devient ensuite rédacteur en chef société du mensuel Rolling Stone avant de fonder, en 2005, le mensuel masculin haut de gamme appelé Jules. 
Journaliste indépendant pour la presse magazine, il a publié, en avril 2006, Les Bleus peuvent-ils vraiment gagner la coupe du Monde ?, un ouvrage qui a fait grand bruit et qui raconte les dessous de l'équipe de France de football. En 2007, il est directeur de collections dans la maison d'édition Hugo et Compagnie. Et il a publié en juin 2007 un livre sur les secrets de l'équipe de France de rugby, intitulé La France peut-elle gagner la coupe du Monde ?. Le 15 mai 2008, Regarde-moi quand je t'aime, son premier recueil de nouvelles.
Le 21 janvier 2010, il publie une nouvelle enquête, intitulée Domenech : histoires secrètes d'une imposture, aux éditions Jean-Claude Gawsewitch. Six mois avant le désastre de la coupe du monde en Afrique du Sud, il pointe du doigt les errements du sélectionneur et donne un éclairage inédit sur l'équipe de France. 
En novembre 2010, les éditions Pocket éditent Regarde-moi quand je t'aime, son recueil de nouvelles, avec un texte inédit.
Depuis avril 2011, il est chroniqueur sportif sur Direct 8 dans l'émission d'Alexandre Delpérier et de Cécile de Ménibus intitulée Objectif Champion.
Le 5 mai 2011, Bruno Godard sort Sexe Football Club un livre d'enquête sur les dessous du football, en collaboration avec Jérôme Jessel, aux éditions de La Martinière.
En mai 2012, il sort un nouveau livre "2002-2012 : la décennie décadente du foot français", aux éditions Flammarion.
Il est aujourd'hui pigiste pour la presse magazine (Capital, L'Optimum, Jalouse, Le Parisien Magazine....). En mars 2018, il est nommé rédacteur en chef du magazine Lui.

## Publications
- La France peut-elle gagner la coupe du Monde ?, Hugo Doc, 2007, Essai
- Les Bleus peuvent-ils vraiment gagner la coupe du Monde ?, Hugo Doc, 2006, essai
- Les destins tragiques, Hugo Doc, 2007, essaiÉcrit avec Charles Villeneuve.
- Football technique et tactique, Solar, 2007, guide
- Regarde-moi quand je t'aime, Nouvelles, 2008
- Regarde-moi quand je t'aime, 2010, éditions Pocket
- Domenech : histoires secrètes d'une imposture, 21 janvier 2010, éditions Jean-Claude Gawsewitch
- 2002-2012 : la décennie décadente du foot français, éditions Flammarion
- Stade 2 : 40 ans d'émotions, éditions Solar, 2015, co-auteur Lionel Chamoulaud